# Lino de Jesus Torrezão

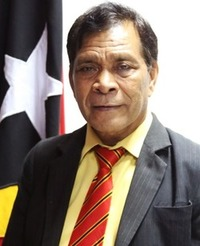
Lino de Jesus Torrezão (2020)

Lino de Jesus Torrezão (* 2. Juni 1962 in Bobonaro, Portugiesisch-Timor) ist ein osttimoresischer Politiker und Beamter. Er ist Mitglied der FRETILIN.

## Werdegang

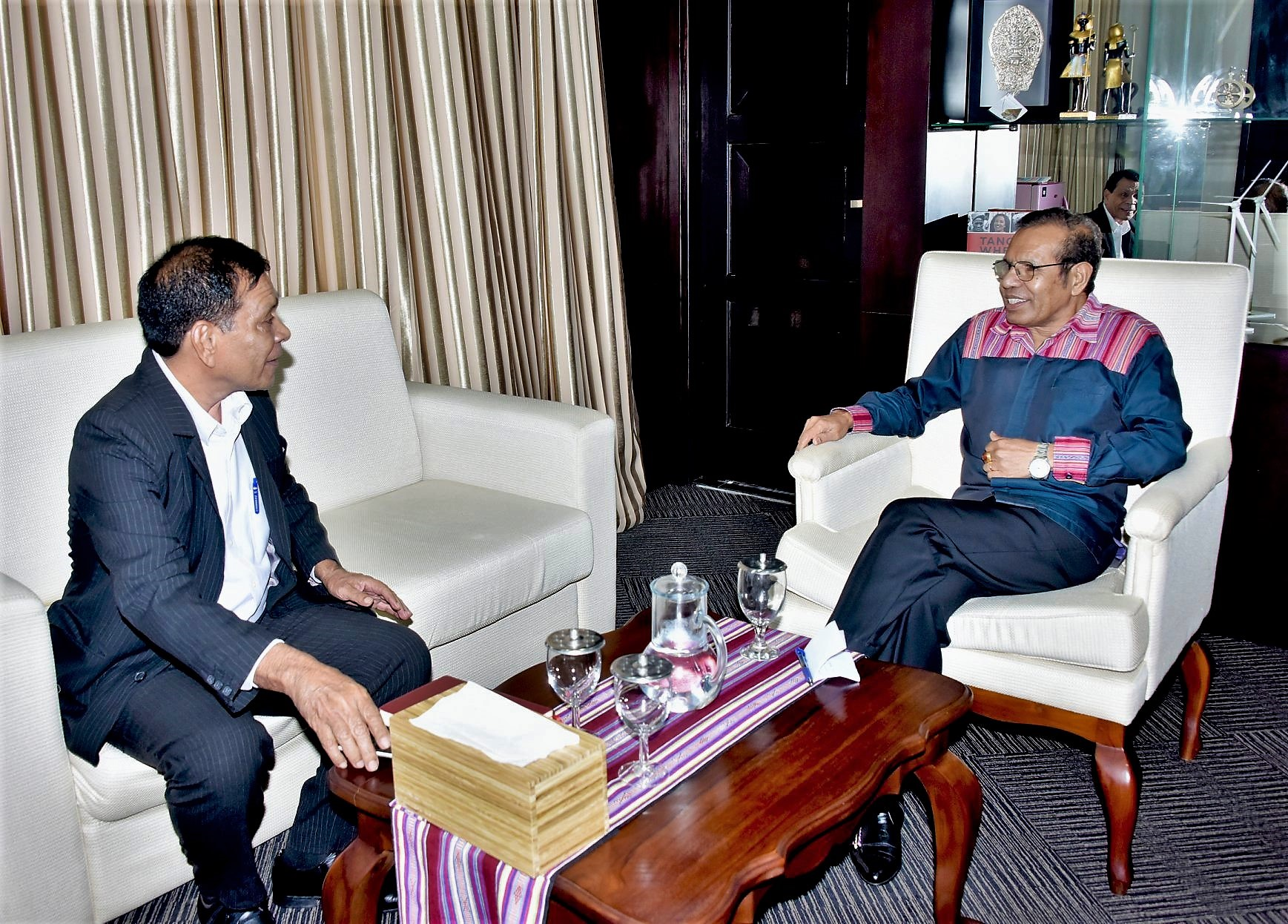
Lino de Jesus Torrezão und Premierminister Taur Matan Ruak (2020)

Von 1986 bis 1990 studierte Torrezão „öffentliche Verwaltung“ an der Palangkaraya-Akademie im indonesischen Palangka Raya (Zentralkalimantan) und von 1994 bis 1996  „öffentliche Finanzverwaltung“ in Jakarta.
Parallel arbeitete Torrezão ab 1986 in der Provinzverwaltung in Palangka Raya als Bewährungshelfer. Zwischen 1991 und 1994 kehrte er in seine von Indonesien besetzte Heimat Osttimor zurück und wurde Administrator des Subdistrikts Letefoho. Nach seinem zweiten Studium bekleidete er dieselbe Position im Subdistrikt Railaco von 1997 bis 1999.
Torrezão war Direktor für territorialer Verwaltung im Ministerium für Staatsadministration, bevor er mit Antritt der II. Regierung Osttimors am 14. Juli 2006 von César da Cruz das Amt des Staatssekretärs für die Region IV (Bobonaro, Cova Lima, Liquiçá) übernahm. Auch unter dem nächsten Premierminister Estanislau da Silva behielt Torrezão diese Position. Nach den  regulären Wahlen 2007 schied Torrezão am 8. August 2007 mit Antritt der IV. Regierung aus dem Amt.
2013 wurde Torrezão Direktor des Sekretariats zur Unterstützung der Installation der Gemeinden im Ministerium für Staatsadministration. Mit der Umwandlung der bisherigen Distrikte in Gemeinden 2015 wurde die geplante Dezentralisierung Osttimors vorangetrieben.
Mit dem Wechsel in der Regierungskoalition und der Aufnahme der FRETILIN in die VIII. Regierung wurde Torrezão am 24. Juni 2020 zum Vizeminister für Staatsadministration vereidigt. Das Amt hatte er bis zum Ende der Legislaturperiode am 30. Juni 2023 inne.
Mehrmals absolvierte Torrezão Fortbildungsmaßnahmen, darunter im Bereich des Managements lokaler Gebietskörperschaften, „Sitzung für erleichterte Vision und Sektorplanung in Osttimor“ in Japan (2002), Schulungskurs für Trainer in Dili (2003), „Steuerliches Dezentralisierungsprogramm; Die Konzepte und die Anwendung für Osttimor“, Georgia State University, USA (2005) und „Professional Fellows Program“ in Washington, D.C., USA (2014) und Melbourne in Australien (2015).